# Június 28.
Június 28. az év 179. (szökőévben 180.) napja a Gergely-naptár szerint. Az évből még 186 nap van hátra.
Névnapok: Levente, Irén + Círus, Erina, Gyula, Hektor, Hermiás, Hermiusz, Iréneusz, Iringó, Jerne, Laura, Laurencia, Lauretta, Leó, Leon, Leonidász, Lionel, Lora, Lorella, Lorett, Marcella, Petúnia, Szerénusz, Szirom, Szironka, Tivadar

## Események
- 1389 – A törökök döntő győzelmet aratnak a rigómezei csatában (a Gergely-naptár szerint). Lázár szerb fejedelem és I. Murád szultán is elesnek az ütközetben. Szerbia elveszíti függetlenségét.
- 1763 – Földrengés Komáromban.
- 1849 – A győri csatában Görgei csapatai vereséget szenvednek Haynautól.[1]
- 1904 – Helen Keller magna cum laude kitüntetéssel diplomázik, és ezzel ő lett az első siketvak, aki főiskolai bölcsészdiplomát szerzett.
- 1914 – Habsburg–Lotaringiai Ferenc Ferdinánd osztrák–magyar trónörököst és feleségét meggyilkolják Szarajevóban.Ez ad ürügyet az első világháború kirobbantásához.
- 1919 – A német delegáció a versailles-i kastélyban aláírja az első világháborút lezáró békeszerződést.
- 1941 – Június 28-29. között a román hatóságok a jászvásári pogrom során több mint 13 000 zsidót végeznek ki
- 1956 – A lengyelországi Poznańban közel ötvenezer munkás vonul az utcára, kenyeret és szabad választásokat követelve; a biztonsági erők fegyverrel verik szét a tüntetést.
- 1969 – A Stonewall-lázadás kezdete Manhattanben.
- 1991 – Megszűnik a KGST.

## Sportesemények
Formula–1
- 1964 –  francia nagydíj, Rouen - Győztes: Dan Gurney (Brabham Climax)
- 1998 –  francia nagydíj, Magny-Cours - Győztes: Michael Schumacher (Ferrari)

## Születések
- 1491 – (Tudor) VIII. Henrik angol király († 1547)
- 1577 – Peter Paul Rubens holland festőművész († 1640)
- 1604 – Heinrich Albert német barokk zeneszerző, dalköltő, orgonaművész († 1651)
- 1712 – Jean-Jacques Rousseau, a francia felvilágosodás filozófusa († 1778)
- 1784 – Tittel Pál, magyar csillagász, az MTA tagja († 1831)
- 1811 – Kriza János magyar költő, néprajzkutató († 1875)
- 1826 – Szamossy Elek magyar festőművész, litográfus († 1888)
- 1831 – Joachim József világhírű magyar hegedűművész († 1907)
- 1842 – Nádasdy Ferenc magyar vadgazdászati szakember, vadászati szakíró († 1907)
- 1864 – Pap Henrik magyar festőművész († 1910)
- 1867 – Luigi Pirandello Nobel-díjas olasz drámaíró, novellista († 1936)
- 1873 – Alexis Carrel francia sebész, fiziológus, orvosi Nobel-díjas († 1944)
- 1875 – Henri Léon Lebesgue francia matematikus, a Lebesgue-integrál névadója († 1941)
- 1889 – Vidor Ferike magyar színésznő, érdemes művész († 1970)
- 1892 – Mihály István magyar író, kabaré-, dalszöveg- és forgatókönyvíró († 1945)
- 1892 – Edward Carr angol történész, diplomata († 1982)
- 1895 – Kazimierz Sikorski lengyel zeneszerző, zenetudós és zenepedagógus († 1986)
- 1901 – Domokos Pál Péter Széchenyi-díjas etnográfus († 1992)
- 1910 – Csapláros István irodalomtörténész, egyetemi tanár, a lengyel-magyar kapcsolatok kiemelkedő kutatója († 1994)
- 1912 – Carl Friedrich von Weizsäcker Templeton-díjas német fizikus († 2007)
- 1912 – Olthy Magda Kossuth-díjas magyar színésznő, érdemes és kiváló művész († 1983)
- 1912 – Sergiu Celibidache román karmester, zeneszerző, pedagógus, akadémikus († 1996)
- 1921 – Eötvös Gábor magyar zenész, zenebohóc, Jászai-díjas érdemes művész († 2002)
- 1923 – Adolfo Schwelm Cruz argentin autóversenyző († 2012)
- 1926 – Wrabel Sándor magyar festőművész, grafikus, „az 1956-os forradalom festője” († 1992)
- 1930 – Szlonka Márta magyar színésznő († 2014)
- 1932 – Borhidi Attila Széchenyi-díjas botanikus, egyetemi tanár, az MTA rendes tagja
- 1932 – Kovács Piroska magyar tanár, néprajzi gyűjtő († 2016)
- 1937 – Richard Bright amerikai színész, Al Neri a „Keresztapa” trilógiában († 2006)
- 1948 – Kathy Bates Oscar-díjas amerikai színésznő
- 1957 – Georgi Parvanov bolgár politikus, köztársasági elnök
- 1963 – Mátyás Attila magyar énekes, gitáros, zeneszerző
- 1966 – John Cusack amerikai színész
- 1969 – Nagy Norbert magyar labdarúgó († 2003)
- 1971 – Elon Musk dél-afrikai születésű amerikai vállalkozó, feltaláló
- 1971 – Kulcsár Krisztián, magyar vívó
- 1975 – Annus Adrián magyar kalapácsvető
- 1977 – Fogarasi Gergely alkotóművész
- 1977 – Measha Brueggergosman (sz. Measha Gosman) kanadai opera-énekesnő (szoprán)
- 1978 – Rubint Réka magyar személyi edző, különböző fitneszkiadványok, edzésprogramok szerzője
- 1978 – Adrian Petrea román kézilabdázó
- 1980 – Babicsek Bernát magyar színész, harmonikaművész († 2022)
- 1988 – Nikolaj Mihajlov bolgár labdarúgó
- 1991 – Vastag Tamás magyar énekes
- 1991 – Kevin De Bruyne belga labdarúgó
- 1991 – Berettyán Sándor magyar színművész
- 1993 – Bradley Beal amerikai kosárlabdázó

## Halálozások
- 767 – I. Pál pápa
- 1836 – James Madison, az Amerikai Egyesült Államok 4. elnöke, hivatalban 1809–1817 (* 1751)
- 1884 – Táncsics Mihály magyar író, politikus (* 1799)
- 1889 – Maria Mitchell amerikai csillagász (* 1818)
- 1914 – Habsburg–Lotaringiai Ferenc Ferdinánd osztrák–magyar trónörökös (* 1863)
- 1914 – Chotek Zsófia cseh grófnő, Ferenc Ferdinánd trónörökös felesége (* 1868)
- 1940 – Italo Balbo olasz fasiszta politikus, légügyi miniszter, Líbia kormányzója (* 1896)
- 1957 – Poldini Ede magyar zeneszerző, zongoraművész (* 1869)
- 1960 – Gróf Esterházy Móric politikus, 1917-ben a Magyar Királyság miniszterelnöke, Esterházy Péter író nagyapja (* 1881)
- 1960 – Juan Jover spanyol autóversenyző (* 1903)
- 1974 – Vannevar Bush amerikai mérnök, feltaláló (* 1890)
- 1979 – Tánczos Tibor Jászai Mari-díjas magyar színész (* 1923)
- 1992 – Peter Hirt svájci autóversenyző (* 1910)
- 1993 – Boris Christoff (Borisz Hrisztov) bolgár operaénekes, basszus (* 1914)
- 1993 – Nagyajtay György magyar színész (* 1909)
- 2000 – Józef Tischner lengyel áldozópap, teológus, filozófus (* 1931)
- 2004 – Horvai István kétszeres Kossuth-díjas magyar filmrendező, színházi rendező, színházigazgató (* 1922)
- 2016 – Csete György Kossuth-díjas magyar építészmérnök, a nemzet művésze (* 1937)

## Nemzeti ünnepek, emléknapok, világnapok
- Szent Vid napja
- A meleg büszkeség napja: a homoszexuálisok, leszbikusok és támogatóik tartják a hozzá kapcsolódó felvonulást, amelyen többek között megemlékeznek a Stonewall-lázadásról (1969).